# Austroraptus polaris
Austroraptus polaris is een zeespin uit de familie Ammotheidae. De soort behoort tot het geslacht Austroraptus. Austroraptus polaris werd in 1907 voor het eerst wetenschappelijk beschreven door Hodgson. 